# Голубицкий-Корсак, Ян Григорьевич
Ян Григорьевич Голубицкий-Корсак (около 1560 — 1625) — государственный деятель Великого княжества Литовского.
Представитель голубицской ветви разветвленного шляхетского рода Корсаков, известного в Полоцком воеводстве по актам первой половины XVI века.
В 1598—1620 годах был хорунжим полоцким, затем в 1620—1621 служил дерптским, а в 1621—1625 — полоцким каштеляном, в 1625 — воеводой смоленским.
Полоцкий каштелян Ян Корсак на Голубичах 29 июля 1622 года предъявил в Главном Литовском трибунале на утверждение 

«фундацийный запис на церковь хрестьянскую греческую русскую в именю Голубичах… належачий отцам законникам набоженства греческого веры старожитное хрестьянское русское»
Он пишет, что жил в этой вере и 

«маючы я церковь в именю и местечку моим названом Голубичах…даю, дарую и на вечные часы фундую на честь и хвалу пану Богу в Троице единому на церковь мою Голубичскую имение мое Карачаново…и фольварок Вороново», с тем условием, что подавцом тое церкви Голубицкое нихто инши, только я сам, а по мне малжонка, дети и потомство мают бытии вечные часы… и церковь мают быть держачими законницы набоженства греческого веры старожитное"— Археографический сборник документов, относящихся к Северо-Западной Руси. Т.10. – Вильна, 1874. С. 248.
Ян Корсак имел намерение основать в Голубичах монастырь, для этого было даже построено жилое здание. Непродолжительное время в нем жили монахи, но затем ушли, а церковь осталась приходской.
Ян Корсак был похоронен в церкви села Голубичи (ныне на территории Глубокского района Витебской области Республики Беларусь. В 1626 году его тело было перенесено монахами и женой из Голубичской церкви в Вильне и похоронено в часовне святого Луки в Троицком монастыре.